# 경상북도울릉교육지원청
경상북도울릉교육지원청(慶尙北道鬱陵敎育支援廳, Ulleung Office of Education)은 경상북도 울릉군을 관할하는 경상북도교육청 산하의 교육지원청이다.
교육장은 장학관으로 보한다.

## 조직
- 교육장
  - 교육지원과[3]
    - 학교교육지원센터
    - 교육과정담당
    - 교원지원담당
    - 체육건강증진담당

  - 행정지원과
    - 행정지원담당
    - 재정지원담당
    - 시설지원담당

## 산하 기관

### 초등학교
- 남양초등학교
- 울릉초등학교
- 저동초등학교
- 천부초등학교
  - 현포분교

### 중학교
- 울릉중학교